# Phare de Cayo Cruz del Padre
Le phare de Cayo Cruz del Padre (en espagnol : Faro de Cayo Cruz del Padre) est un phare actif situé sur un récif devant l'extrémité nord de Cayo Cruz del Padre, sur le littoral nord de la province de Matanzas, à Cuba.

## Histoire
Cayo Cruz del Padre est une caye inhabitée de l'archipel Sabana-Camagüey. Le phare, construit en 1862, porte aussi le nom de Hernán Cortés. Un fort mur en béton entoure la station et le protège des assauts de la mer. Le phare a été renforcé avec la tour à ossature de béton en 1982 et son feu marque le point le plus septentrional de Cuba, avertissant tous les marins des nombreuses cayes situées sur la côte nord de Matanzas. Il est situé dans les bas-fonds de la pointe nord de Cayo Cruz del Padre. Il ne peut être atteint que par bateau.

## Description
Ce phare  est une tour quadrangulaire en béton à claire-voie, s'élevant d'un bâtiment en pierre de style espagnol d'un étage, avec une balise de 25 m de haut. L'ancienne lanterne se trouve au lieu de la tour. L'ouvrage est peint en blanc . Il émet, à une hauteur focale de 35 m, un éclat blanc par période de 7 secondes. Sa portée n'est pas connue.
Identifiant : ARLHS : CUB-037 ; CU-0245 - Amirauté : J4886 - NGA : 110-12672 .

### Lien connexe
- Liste des phares de Cuba